# 대포항 (서귀포시)
대포항은 제주특별자치도 서귀포시 대포동에 위치한 어항이다. 1972년 3월 13일 지방어항으로 지정되었다. 관리청은 제주특별자치도, 시설관리자는 서귀포시장이다.

## 어항 구역
- 수역: 방파제 선단부 동측의 ①지점(X:71,800,Y:147,802)에서 반경 150.0m를 기준으로 서측 돌출부 암정 ②지점(X:71,679,Y:147,588)까지 연결한 선내의 수역[1]
- 어항구역면적 : 25,000m2,  항내수면적: 25,000m2